# Морске траве
Морске траве су биљке које расту у морском окружењу. Постоји 60 врста потпуно морских трави којој припадају четири породице (Posidoniaceae, Zosteraceae, Hydrocharitaceae и Cymodoceaceae), све по реду Alismatales (у класи монокотиледона). Морске траве су еволуирале из земаљских биљака које су се мигрирале натраг у океан пре око 75 до 100 милиона година.

## Назив
Назив морска трава потиче од многих врста чији су листови дуги и уски, који расту продужењем ризома и често се шире по великим "ливадама", које подсећају на травњаке: многе врсте површно подсећају на земаљске траве из породице Poaceae.
Као и све аутотрофне биљке, морске траве врше фотосинтезу, у потопљеној фотичкој зони, а најчешће се јављају у плитким и заклоњеним приобалним водама усидреним у дну песка или блата. Већина врста подвргава се подморском опрашивању и завршава свој животни циклус под водом.
Лежишта / ливаде морске траве могу бити моноспецифичне (састављене од једне врсте) или у мешовитим креветима. У умереним подручјима обично доминира једна или неколико врста (попут марине Zostera у северном Атлантику), док су тропска корита обично разноврснија, с тринаест врста забиљежених на Филипинима.
Лешине морске траве су разноврсни и продуктивни екосистеми и могу да окупе стотине повезаних врста, на пример, јареће и одрасле рибе, епифитне макроалге и микроживотиње које живе на слободном месту, мекушци, црви чекиња и нематоде. Неколико врста се првобитно сматрало да се хране директно лишћем морске траве (делом и због ниског храњивог садржаја), али научни прегледи и побољшане методе рада показали су да је биљоједима морска трава важна карика у ланцу исхране, хранећи стотине врста, укључујући зелене корњаче, дугмони, манате, рибе, гуске, лабудови, морски јежери и ракови. Неке врсте риба које посећују / хране се морским травама одгајају своје младиће у суседним мангровима или коралним гребенима.
Морске траве хватају седимент и успоравају кретање воде, узрокујући таложење суспендованих седимената. Заробљавање седимената користи корале смањујући оптерећење седимената, побољшавајући фотосинтезу и за корале и за морску траву.

## Екосистемске услуге
Иако се често занемарују, морске траве пружају обалним зонама мноштво роба и услуга екосистема. Морске траве се сматрају инжењерима екосистема. То значи да биљке мењају екосистем око њих. Ово прилагођавање се дешава и у физичким и у хемијским облицима. Многе врсте морске траве производе широку подземну мрежу корена и ризома која стабилизује седимент и смањује обалну ерозију. Овај систем такође помаже у оксигенацији седимената, пружајући гостољубиво окружење за организме који живе у седименту. Морске траве такође побољшавају квалитет воде стабилизацијом тешких метала, загађивача и вишка хранљивих материја. Дугачке оштрице морске траве успоравају кретање воде што смањује енергију таласа и нуди додатну заштиту од обалне ерозије и олујних удара. Надаље, пошто су морске траве подводне биљке, оне производе значајне количине кисеоника који оксигенише водени стуб. Ове ливаде представљају више од 10% укупне залихе угљеника у океану. По хектару садржи двоструко више угљен-диоксида од кишних шума и може издвојити око 27,4 милиона тона CO2 годишње. Складиштење угљеника је суштинска услуга екосистема јер прелазимо у период повишеног нивоа угљеника у атмосфери. Међутим, неки модели климатских промена сугеришу да ће неке морске траве нестати - очекује се да ће Posidonia oceanica нестати, или скоро па до 2050. године.
Ливаде морске траве такође пружају физичко станиште у областима које би иначе биле без било какве вегетације. Због ове тродимензионалне структуре у воденом стубу, многе врсте заузимају станишта морске траве за склониште и крмљење. Процјењује се да 17 врста риба коралних гребена проводи читаву фазу живота малолетника искључиво у становима од морске траве. Ова станишта делују и као расадници комерцијалних и рекреативно цењених рибљих врста, укључујући рибњак, (Mycteroperca microlepis)црвени бубањ, обични снук и многе друге. Неке врсте риба користе ливаде морске траве и разне фазе животног циклуса. У недавној публикацији, Dr. Ross Boucek и његове колеге открили су да два веома тражена стана рибе, обични снук и пегава морска пастрва пружају основно станиште за храњење током репродукције. Сексуална репродукција је изузетно енергетски скупа да би се употпунила складиштеном енергијом; стога им је потребна ливада морске траве у непосредној близини за комплетно размножавање. Поред тога, многи комерцијално значајни бескичмењаци такође бораве у стаништима морске траве, укључујући ловачке ракове, поткове ракове и шкампе. Харизматична фауна може се видети и током обиласка станишта морске траве. У ове врсте се убрајају западноиндијска манастира, зелене морске корњаче и разне врсте морских паса. Велика разноликост морских организама који се могу наћи на стаништима морске траве промовише их као туристичку атракцију и значајан извор прихода за многе обалне економије дуж Мексичког залива и на Карибима.

## Однос према људима
Историјски гледано, морске траве су сакупљане као ђубриво за пешчано тло. Ово је било важно коришћење у лагуни Авеиро у Португалу, где су сакупљене биљке биле познате као moliço. 
Почетком 20. века, у Француској и у мањој мери на Каналским острвима, осушене морске траве су коришћене као пуњење мадраца - такви мадраци су биле велике потражње од стране француских снага током Првог светског рата. Такође су коришћене за завоје и друге сврхе.
У фебруару 2017. истраживачи су открили да ливаде морске траве могу бити у стању да уклоне разне патогене из морске воде. На малим острвима без постројења за пречишћавање отпадних вода у централној Индонезији ниво патогених морских бактерија - попут Ентерокока - који утичу на људе, рибе и бескочмењаке смањен је за 50 процената када су присутне ливаде морске траве, у поређењу са упареним местима без морске траве, иако ово би могло бити штетно за њихов опстанак.

## Сметње и претње
Природне сметње, попут испаше, олује, прочишћавања леда и исушивања, саставни су део динамике екосистема морске траве. Морске траве показују висок степен фенотипске пластичности, брзо се прилагођавајући променљивим условима околине.
Морске траве су у глобалном паду, при чему је током последњих деценија изгубљено око 30 000 km² (12 000 квадратних миља). Главни узрок је узнемиравање људи, од којих је најпознатија еутрофикација, механичко уништавање станишта и превелики риболов. Прекомерни унос хранљивих састојака (азот, фосфор) директно је токсичан за морске траве, али што је најважније, подстиче раст епифитских макро- и микроалги које слободно плутају. То слаби сунчеву светлост, смањујући фотосинтезу која негује морску траву и резултате примарне производње.
Пропадање лишћа морске траве и горива из алги повећавају цват алге. То може изазвати потпуни прелазак режима са морске траве на доминацију алги. Акумулирани докази такође указују на то да прекомерни риболов горњих грабежљиваца (крупне грабежљиве рибе) може посредно повећати раст алги смањујући контролу испаше мезогразера, попут ракова и полутњака, кроз трофичку каскаду.
Цветови макроалги узрокују опадање и искорењивање морских трава. Познате и као неугодне врсте, макроалге расту у влакнастим и лиснатим облицима и формирају густе, невезане простирке преко морске траве, које се појављују као епифити на лишћу морске траве. Еутрофикација доводи до стварања цвета, изазивајући пригушивање светлости у воденом стубу, што на крају доводи до аноксичних услова за морску траву и организме који живе у / око биљке. Поред директне блокаде светлости биљци, бентоске макроалге имају низак садржај угљеника / азота, што узрокује њихово разлагање да подстакне бактеријску активност, што доводи до суспендије седимената, повећања замућености воде и даљег слабљења светлости.
Када људи возе моторне чамце преко плитких подручја морске траве, понекад сечива пропелера могу оштетити морску траву.
Најчешће коришћене методе заштите и обнове ливада морске траве укључују смањење храњивих материја и загађења, заштићена морска подручја и обнављање помоћу пресађивања морске траве. Морска трава се не сматра отпорном на утицаје будућих промена у животној средини.

## Обнова
На разним локацијама заједнице покушавају да обнове корита морске траве изгубљене људском акцијом, укључујући америчке државе Вирџинија, Флорида и Хаваји, као и Уједињено Краљевство. Показано је да се таквим поновним увођењем побољшавају услуге екосистема.
Од 2019. године,у Обалном истраживачком центру за морске екосистеме Универзитета  Central  Queensland расте морска трава већ шест година и производи семе морске траве. Вршили су испитивања у техникама клијања и сетве.